# Próg Lelowski
Próg Lelowski (342.13) – mezoregion fizycznogeograficzny w południowo-środkowej Polsce, stanowiący południowo-zachodnią część Wyżyny Przedborskiej. Region graniczy od zachodu z Wyżyną Częstochowską, a od wschodu z Niecką Włoszczowską. Leży głównie w granicach województwa śląskiego, jedynie marginalnie na zachodnich krańcach gminy Słupia w województwie świętokrzyskim.
Próg Lelowski jest monoklinalnym pasmem wzgórz, wyraźnie rozczłonkowanych przez cieki dorzecza Pilicy i Warty. Jest to region o długości do 40 km, osiągającym wysokości od 280 do 340 m n.p.m. przy wysokościach względnych od 10 do 35 m. Próg Lelowski zbudowany jest głównie z piaskowców i margli wieku kredowego, pokrytych warstwą utworów czwartorzędowych (w środkowej części lessem).
Głównymi ośrodkami regionu są Lelów i Irządze.
Próg Lelowski rozpościera się na terenie gmin: Lelów, Janów, Niegowa, Irządze, Przyrów, Koniecpol, Dąbrowa Zielona, Szczekociny, Kroczyce, Pilica, Żarnowiec i Słupia.